# 岡原慎也
岡原 慎也（おかはら しんや、1954年10月31日 - ）は、日本のピアニスト。指揮者。大阪音楽大学名誉教授　ポラリス国際音楽祭音楽監督。日本ドイツリート協会会長。
。東京芸術大学音楽学部附属音楽高等学校、東京芸術大学音楽学部卒業。

## 経歴
福岡県出身。4歳よりピアノを始まる。中学校の頃に全日本学生音楽コンクール中学生の部全国第一位となる。東京藝術大学卒業後は、ドイツに留学しベルリン芸術大学、ミュンヘン音楽大学マスタークラスで学ぶ。
帰国後は、数々の演奏会で高評を博し、1994年にヘルマン・プライ、1995年にテオ・アダムと共演を果たす。1996年にはディートリヒ・ヘンシェルの初来日公演をプロデュースし、1997年にシューベルトイヤー、1999年のR.シュトラウスイヤーの全国ツアーを成功させる。その成果が認められチェスキー・クルムロフ音楽祭、リヒャルト・シュトラウス音楽祭、そしてグラン・カナリア音楽祭などに招待される。
2006年よりチェコで指揮者としてのデビューを果たす。

## 受賞
- 1993年 京都音楽賞
- 1996年 大阪文化祭賞本賞
- 2001年 音楽クリティッククラブ賞
- 第66回文化庁芸術祭優秀賞